# Auchenoplax mesos
Auchenoplax mesos är en ringmaskart som beskrevs av Anne D. Hutchings 1977. Auchenoplax mesos ingår i släktet Auchenoplax och familjen Ampharetidae.
Artens utbredningsområde är havet kring Nya Zeeland. Inga underarter finns listade i Catalogue of Life.